# Éric Barbier
Éric Barbier (Aix-en-Provence, 29 de junho de 1960) é um diretor e roteirista francês.

## Biografia
Formado pelo Instituto de Altos Estudos Cinematográficos, ele passou a dirigir em 1991 com o filme Le Brasier, no qual amadureceu ao longo de uma década. Um melodrama social sobre o mundo da mineração e a imigração polonesa, estrelado por Jean-Marc Barr e Maruschka Detmers, este filme teve, na época, cerca de 100 milhões de francos, um dos maiores orçamentos do cinema francês. No entanto, após seu lançamento, foi um fracasso comercial retumbante. Ele rejeita o filme. Éric Barbier trabalhou então em publicidade.
Ele voltou a dirigir na tela grande em 2000 e então filmou um novo filme de grande orçamento em 2006, o thriller Le Serpent, com Yvan Attal e Clovis Cornillac. Seu próximo filme, Le Dernier Diamant, foi outra decepção comercial. Em 2017, ele filmou La Promesse de l'aube, baseado no romance de Romain Gary, com Pierre Niney e Charlotte Gainsbourg. Ele se estabeleceu em Moussac em 1991, para "viver perto dos touros". Em 2020, Éric Barbier foi o presidente do júri do 17º Festival Internacional de Documentários da Oceania (FIFO).

## Filmografia

### Diretor e roteirista
| Ano  | Título                         | Notas                                             |
| ---- | ------------------------------ | ------------------------------------------------- |
| 1991 | Le Brasier                     |                                                   |
| 1993 | Un air de liberté              | Telefilme da coleção Les Années lycée             |
| 2000 | Toreros                        |                                                   |
| 2006 | Le Serpent                     | Adaptação do romance Plender (1971), de Ted Lewis |
| 2014 | Le Dernier Diamant             |                                                   |
| 2017 | La Promesse de l'aube          | Adaptação do romance homônimo de Romain Gary      |
| 2020 | Petit Pays                     |                                                   |
| 2023 | Zodi et Téhu, frères du désert |                                                   |

### Roteirista
| Ano  | Título        | Direção         |
| ---- | ------------- | --------------- |
| 2017 | Pris de court | Emmanuelle Cuau |

### Ator
| Ano  | Título         | Direção         |
| ---- | -------------- | --------------- |
| 1994 | Le Péril jeune | Cédric Klapisch |

### Gerente de palco
| Ano  | Título                      | Direção      | Notas          |
| ---- | --------------------------- | ------------ | -------------- |
| 1984 | Comme les doigts de la main | Éric Rochant | Curta-metragem |

### Diretor da Segunda Unidade
| Ano  | Título                  | Direção        | Detalhes       |
| ---- | ----------------------- | -------------- | -------------- |
| 1991 | Le Trou de la corneille | François Hanss | Curta-metragem |

## Prêmios e indicações
| Ano  | Prêmio    | Categoria        | Filme                 | Resultado | Ref.   |
| ---- | --------- | ---------------- | --------------------- | --------- | ------ |
| 1991 | Jean-Vigo |                  | Le Brasier            | Venceu    | [ 8 ]  |
| 2018 | César     | Melhor adaptação | La Promesse de l'aube | Indicado  | [ 9 ]  |
| 2021 | César     | Melhor adaptação | Petit Pays            | Indicado  | [ 10 ] |